# Internationale Mannendag
Internationale mannendag (IMD) is een jaarlijkse feestdag die plaatsvindt op 19 november. Het oorspronkelijke initiatief, dat stamt uit 1992, is uitgegroeid tot een evenement dat jaarlijks plaatsvindt in ongeveer 79 landen. Het project werd op 7 februari 1992 in Sydney ingewijd door Thomas Oaster.
Jerome Teelucksingh, die het evenement nieuw leven inblies, koos ervoor om het feest elk jaar op 19 november te vieren. Dit was om de verjaardag van zijn vader te eren en ook te vieren hoe op die datum in 1989 het voetbalteam van Trinidad en Tobago het land had verenigd met hun inspanningen om zich te kwalificeren voor het WK voetbal. Teelucksingh heeft Internationale mannendag gepromoot als niet alleen een gendered dag, maar een dag waarop alle problemen met mannen en jongens kunnen worden aangepakt. Hij zei over IMD en zijn basisactivisten: "Ze streven naar gendergelijkheid en proberen geduldig de negatieve beelden en het stigma te verwijderen dat met mannen in onze samenleving is verbonden".